# Merianina kuscheli
Merianina kuscheli är en tvåvingeart som beskrevs av Freeman 1954. Merianina kuscheli ingår i släktet Merianina och familjen sorgmyggor. Inga underarter finns listade i Catalogue of Life.